# Easy Action
Albums de Alice Cooper
Live at the Whisky A-GO-GO
(1969) Love It to Death
(1970)
Easy Action est le deuxième album studio du groupe Alice Cooper.
Enregistré à Los Angeles au début de l'année 1970 et déjà sensiblement mieux produit et plus mûr que leur premier album, Easy Action offre une vision plus précise de la direction empruntée par un groupe désormais mieux structuré et  inspiré, affirmant sa véritable personnalité en se détachant petit à petit de ses longues pièces théâtrales improvisées qui trahissaient une certaine inefficacité en studio, ainsi qu'une volonté de reproduire sur disque leurs mises en scène spontanées. Pour la première fois, l'on retrouve des intonations menaçantes et sombres dans le timbre de voix d'Alice dès le premier morceau Mr. and Misdemeanor, qui restera l'un des plus emblématiques de leurs débuts de carrière.
L'album est produit par David Briggs, un jeune producteur alors responsable des premiers albums solo de Neil Young (Neil Young, Everybody Knows This Is Nowhere et After The Gold Rush). Détestant ouvertement la musique du groupe, il rechigne avec beaucoup de mauvaise foi à devoir s'occuper de l'enregistrement de ce disque imposé.

## Réception
Easy Action est publié le 27 mars 1970 et ne fera guère mieux que son prédécesseur, n'atteignant même pas l'entrée du Top 200 aux États-Unis.

## Liste des chansons
Toutes les chansons sont écrites par Alice Cooper, Glen Buxton, Michael Bruce, Dennis Dunaway & Neal Smith
| No | Titre                     | Auteur                                                               | Durée |
| -- | ------------------------- | -------------------------------------------------------------------- | ----- |
| 1. | Mr. and Misdemeanor       | Alice Cooper, Glen Buxton, Michael Bruce, Dennis Dunaway, Neal Smith | 3:05  |
| 2. | Shoe Salesman             | Cooper, Buxton, Bruce, Dunaway, Smith                                | 2:38  |
| 3. | Still No Air              | Cooper, Buxton, Bruce, Dunaway, Smith                                | 2:32  |
| 4. | Below Your Means          | Cooper, Buxton, Bruce, Dunaway, Smith                                | 6:41  |
| 5. | Return of the Spiders     | Cooper, Buxton, Bruce, Dunaway, Smith                                | 4:33  |
| 6. | Laughing at Me            | Cooper, Buxton, Bruce, Dunaway, Smith                                | 2:12  |
| 7. | Refrigerator Heaven       | Cooper, Buxton, Bruce, Dunaway, Smith                                | 1:54  |
| 8. | Beautiful Flyaway         | Cooper, Buxton, Bruce, Dunaway, Smith                                | 3:02  |
| 9. | Lay Down and Die, Goodbye | Cooper, Buxton, Bruce, Dunaway, Smith                                | 7:36  |

## Personnel
- Alice Cooper : chant
- Glen Buxton : guitare solo
- Michael Bruce : guitare rythmique, piano, chant sur "Below Your Means" & "Beautiful Flyaway"
- Dennis Dunaway : basse
- Neal Smith : batterie

## Personnel additionnel
- David Briggs : piano sur "Shoe Salesman"